# 国民健康保険直営松浦市立中央診療所
国民健康保険直営松浦市立中央診療所（こくみんけんこうほけんちょくえいまつうらしりつちゅうおうしんりょうじょ）は、長崎県松浦市にある医療機関。松浦市が開設運営する診療所である。旧松浦市民病院。2009年4月1日より規模を縮小し一般病床数を19に削減、現在の診療所に改組した。

## 概要
2008年4月1日時点。
- 診療科目：6科
- 病床数：一般病床50、結核病床10、人工透析室14

## 診療科目
2008年4月1日時点。
- 内科
- 外科
- 整形外科
- 眼科
- 放射線科
- アレルギー科

## 沿革
- 1947年（昭和22年） - 社会保険浦ノ崎病院志佐分院として開設。のち、志佐町立診療所、同町立病院となる。[1]
- 1955年（昭和30年） - 新設合併により松浦市発足と同時に松浦市民病院となる。
- 1980年（昭和55年） - 現在地に新築移転。
- 2004年（平成16年）11月 - 長崎大学からの医師派遣打ち切りで外科医師不在となり、同科を休診（2007年4月再開）。救急指定病院の指定取り下げ。
- 2008年（平成20年）7月31日 - 「松浦市病院・診療所あり方検討委員会」が市長に答申書提出[2]。
- 2009年（平成21年）3月 - 松浦市民病院改革プラン策定[3]。
- 2009年（平成21年）4月1日 - 一般病床数を削減、国民健康保険直営松浦市中央診療所に改組。許可病床数19床（一般19床）

## 附属施設
- 附属上志佐診療所
- 青島出張診療所